# Karl Lauterbach (Politiker, 1878)
Karl Heinrich Lauterbach (* 20. Februar 1878 in Roda; † 15. Mai 1952 in Markkleeberg) war ein deutscher Politiker (Wirtschaftspartei).

## Leben und Wirken
Lauterbach besuchte die Bürgerschule in Eisenberg in Thüringen. Von 1892 bis 1896 absolvierte er eine Kaufmannslehre in einem Kolonialwarengeschäft in Hamburg. Von 1896 bis 1905 arbeitete er als Verkäufer bzw. Geschäftsführer in einem großen Kolonialwarengeschäft in Leipzig. 1905 übernahm er die Leitung einer Kolonialwarenhandlung.
In der Weimarer Republik begann Lauterbach sich in der Reichspartei des Deutschen Mittelstandes zu engagieren. Von 1926 bis 1928 gehörte er dem Landtag von Sachsen als Abgeordneter an.
Bei der Reichstagswahl vom Mai 1928 wurde Lauterbach als Kandidat seiner Partei für den Wahlkreis 29 (Leipzig) in den Reichstag gewählt. Nachdem er bei der Wahl vom September 1930 wiedergewählt worden war, gehörte er dem Reichstag insgesamt knapp vier Jahre lang, bis zur Reichstagsauflösung vom Juni 1932 an. Bei der Wahl vom Juli 1932 verfehlte er die Wiederwahl.
Neben seiner beruflichen Tätigkeit und seiner Abgeordnetentätigkeit war Lauterbach Vorsitzender des Landesverbandes Sachsen im Reichsverband Deutscher Kaufleute des Kolonialwaren-, Feinkost- und Lebensmitteleinzelhandels sowie Vorstandsmitglied des Landesausschusses des sächsischen Kleinhandels und Vorsitzender des Vereins Leipziger Kaufleute. Des Weiteren war er Mitglied im Landeswohlfahrts- und Jugendamt.
Im Leipziger Adressbuch wird Lauterbach letztmals 1938 als Kolonialwarenhändler mit Wohnsitz in der Delitzscher Straße 55 aufgeführt.